# Руб'єлос-де-Мора
Руб'єлос-де-Мора (ісп. Rubielos de Mora) — муніципалітет в Іспанії, у складі автономної спільноти Арагон, у провінції Теруель. Населення — 772 особи (2010).
Муніципалітет розташований на відстані близько 260 км на схід від Мадрида, 42 км на південний схід від міста Теруель.

## Демографія
Динаміка населення (INE ):

## Галерея зображень

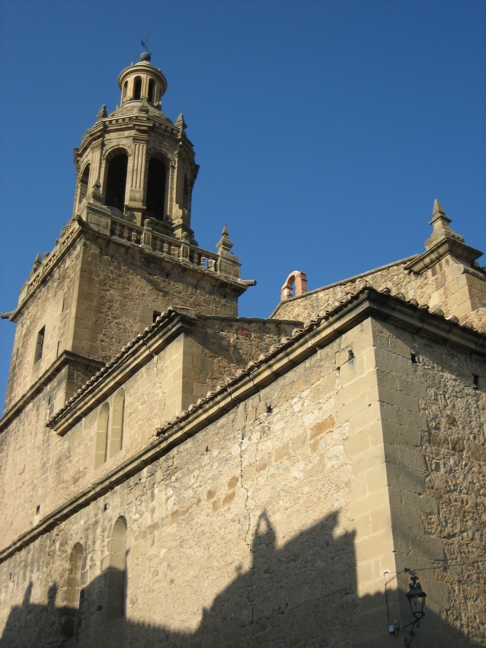
Церква